# Reise, Reise
Reise, Reise es el cuarto álbum de estudio de la banda alemana de metal industrial Rammstein, lanzado el 27 de septiembre de 2004 en Alemania. Poco después fue lanzado en el resto de Europa. Se inició su venta en el mercado estadounidense el 16 de noviembre del mismo año. El álbum es un total cambio en la música de los alemanes, haciendo su música industrial más lenta, dejando a un lado sintetizadores y utilizando más orquestas sinfónicas. En el álbum Völkerball (edición limitada), aparece un documental dirigido por Paul Landers sobre la grabación de álbum. Rammstein grabó el álbum con la Imperial Orchestra, poco común para su estilo musical.

## Concepto y música

### Canciones y letras
El álbum «se revela en el tipo de existencialismo paradójico y multifacético que viene en segundo lugar a los alemanes pero es persistentemente intraducible para los estadounidenses» y se abre con la canción «Reise Reise» que significa «viaje, viaje», y «estamos inmediatamente noten que este viaje en particular será sombrío y desgarrador, con fervor por el existencialismo alemán en la gran tradición de Mann y Goethe». Las referencias a Goethe vienen en «Dalai Lama», una versión moderna del poema de Goethe «Der Erlkönig», en un avión en lugar de en un caballo; se dice que el título es una referencia al miedo al décimo séptimo Dalái lama de volar. [citación necesitada], mientras que un punto de vista más sano es una referencia a la servidumbre en Tíbet. La canción «Amerika» trata de la influencia mundial de la cultura de los Estados Unidos de América. Los dos versos de la canción se cantan en alemán con un coro en inglés: «Todos vivimos en Amerika, Amerika ist wunderbar, todos vivimos en Amerika, Amerika, Amerika». La banda lo ve como un comentario satírico sobre «americanización», y presenta menciones de Coca-Cola, Mickey Mouse y Santa Claus.
«Ohne dich» («Sin ti») es una balada poderosa. Se considera que expresa luto por la pérdida de una persona amada. Sigue un estilo de balada lento e incluso romántico. El motivo central es «Without you, I cannot be..., With you, I am alone also...»
«Los» es un sufijo alemán que significa «-less» (como en «sin sentido»), pero también es un adjetivo que significa «apagado» o «suelto», y cuando se usa como comando, significa «¡adelante!». La pista en sí es una reminiscencia del trabajo inicial de Depeche Mode, con una guitarra acústica repetitiva y un ritmo insustancial reducido. El álbum termina con la canción "Amour", una de las canciones de amor más íntimas escritas por la banda. En el contexto de un disco lleno de imágenes de «grandes lagunas negras en la trama de la racionalidad humana», Rammstein logra de alguna manera hacer que «el romance sincero y sincero parezca un poco extraño y teñido de suficiente melancolía para satisfacer al más emocionado niño» También hay un solo de guitarra hacia el final, otro gesto inusual en el álbum.

## Portada del álbum
La portada del disco muestra la caja negra de un avión después de un accidente. En ella se puede leer en alemán Flugrekorder/Nicht öffnen que quiere decir Caja negra/No abrir.
El arte del disco hace referencia a la canción Dalai Lama, la cual detalla el accidente de un avión.
En la parte interna del digipack se encuentra una fotografía con los seis miembros de la banda en un campo oscuro y caracterizados como Michael Douglas en la película Un día de furia.
En el cuadernillo que acompaña al CD, con tonos predominantemente anaranjados y ocres, se reproduce la letra de todas las canciones sobre fotografías de diversas partes de aviones accidentados y parte del diseño de construcción de un avión.Mientras el disco parece ser una especie de brújula.
Esta carátula tuvo que ser modificada en Japón debido a que es idéntica a la caja negra del vuelo 123 de Japan airlines, considerado uno de los accidentes aéreos más trágicos de la historia de la aviación, también en el disco si se pone pausa a la primera canción y se presiona sin soltar el botón se puede acceder a una grabación de la caja negra de este vuelo antes de su accidente donde se escuchan las alarmas del avión y a los pilotos desesperados por el acontecimiento.

## Lista de canciones
| N.º | Título              | Duración | Traducción         |
| --- | ------------------- | -------- | ------------------ |
| 1   | Reise, Reise        | 4:11     | Viaja, viaja       |
| 2   | Mein Teil (single)  | 4:32     | Mi parte           |
| 3   | Dalai Lama          | 5:38     | Dalái lama         |
| 4   | Keine Lust (single) | 3:42     | Ningún deseo       |
| 5   | Los                 | 4:25     | Libres/vamos/sin - |
| 6   | Amerika (single)    | 3:46     | América            |
| 7   | Moskau              | 4:16     | Moscú              |
| 8   | Morgenstern         | 3:59     | Estrella matutina  |
| 9   | Stein um Stein      | 3:56     | Piedra por piedra  |
| 10  | Ohne dich (single)  | 4:32     | Sin ti             |
| 11  | Amour               | 4:50     | Amor               |

Pista oculta: Grabación de voz de cabina del Vuelo 123 de Japan Airlines en el "pregap" del primer track

## Posicionamiento
| Listas                              | Pico de posición |
| ----------------------------------- | ---------------- |
| Australia (ARIA)                    | 19               |
| Austria (Ö3 Austria)                | 1                |
| Bélgica (Ultratop flamenca)         | 5                |
| Bélgica (Ultratop valona)           | 4                |
| Dinamarca (Hitlisten)               | 3                |
| Países Bajos (Album Top 100)        | 2                |
| Finlandia (Suomen Virallinen Lista) | 1                |
| Francia (SNEP)                      | 3                |
| Alemania (Media Control Charts)     | 1                |
| Hungría (MAHASZ)                    | 21               |
| Irlanda (IRMA)                      | 54               |
| Nueva Zelanda (Recorded Music NZ)   | 17               |
| Noruega (VG-lista)                  | 4                |
| Polonia (ZPAV)                      | 4                |
| Portugal (AFP)                      | 6                |
| Suecia (Sverigetopplistan)          | 2                |
| Suiza (Schweizer Hitparade)         | 1                |
| Reino Unido (UK Albums Chart)       | 37               |
| Estados Unidos (Billboard 200)      | 61               |